# Berberis sherriffii
Berberis sherriffii är en berberisväxtart som beskrevs av Ahrendt. Berberis sherriffii ingår i släktet berberisar, och familjen berberisväxter. Inga underarter finns listade i Catalogue of Life.